# Тодо, Нанака
 Нанака Тодо (яп. 林咲希 Тодо Нанака ) (род. 29 ноября 2000, городе Саппоро, Хоккайдо, Япония) — японская баскетболистка, играющая на позиции атакующий защитник в сборной Японии и в турнире WJBL за команду Тойота Босоку Саншайн Рэббитс.

## Биография
Родители спортсмены отец бывший волейболист и мама бывший игрока в бадминтон.
Нанака ходила в среднюю школу Саппоро Яманотэ.

## Карьера

### Молодёжные сборные
Нанака Тодо в 2018 году была приглашена в сборную Японии девушек до 18 лет, где с командой заняла второе место на Чемпионате Азии девушки до 18 лет и отобралась на Чемпионат мира ФИБА среди девушки до 19 лет 2019 года. Лидер по заброшенным за сборную Японии очкам 14 в среднем за игру и провела в среднем 23, 4 минуты за игру.
На Чемпионате мира ФИБА среди девушки до 19 лет 2019 года в Таиланде попали в 8 лучших турнира. Нанака Тодо была лидером сборной Японии в среднем 29,5 минут за игру, забивала 12,3 очка и 4,9 подбора за игру.

### Профессиональная карьера
В январе 2019 году пришла в команду японской женской лиги Тойота Босоку Солнечный кролик.
В сезоне 2019—2020 года получила награду лучший новичок WJBL .

### Сборная Японии по баскетболу
В 2021 году она была приглашена в женскую сборную Японии на Олимпийских играх в Токио, как самый молодой игрок в команде и официально дебютировала в квалификационном раунде в игре против сборной Франции.
- Серебряный олимпийский призёр игр 2020 года в Токио в среднем 10,1 минуту за игру и забивала 2,3 очка за игру.[5]
- Победитель чемпионата Азии 2021